# روشن رضایف
روشن رضایف (به ترکی آذربایجانی: Rövşən Abdulla oğlu Rzayev) (زاده ۱۵ اکتبر ۱۹۶۹، باکو، جمهوری آذربایجان - درگذشت ۸ ژانویه ۱۹۹۹، قبوستان، جمهوری آذربایجان) یک افسر و قهرمان ملی جمهوری آذربایجان بود.

## اوایل زندگی
روشن رضایف در ۱۵ اکتبر ۱۹۶۹ در باکو، پایتخت آذربایجان زاده شد. وی در دبیرستان باکو تحصیل کرد و بعداً تحصیلات خود را در مدرسه عالی نظامی ولادی قفقاز روسیه ادامه داد. وی در جنگ قره‌باغ داوطلبانه به صف‌های نبرد نیروهای مسلح جمهوری آذربایجان پیوست و مرتباً از خط مقدم بازدید می‌کرد.

## پیشه نظامی
او به‌عنوان فرمانده هنگ گروهان منصوب شد. وی ده‌ها سرباز ارمنی را در نبردهای اطراف روستاهای پیرکمال، آران‌زمین، شل‌لی، ناخجیوانیک و پاپراوند در شهرستان آغ‌دام به قتل رساند. اگرچه وی در طی نبرد در روستای ناخجیوانیک در سال ۱۹۹۲ آسیب‌دیدگی شدیدی دید، اما پرسنل نظامی خود را تنها نگذاشت و جان بسیاری از سربازان مجروح را نجات داد.
روشن رضایف پس از اتمام خدمت سربازی در ناگورنو قره‌باغ، در زمان‌های مختلف فرمانده واحدهای مختلف نظامی بود. پس از آن، او به عنوان فرمانده واحد نگهبان در زندان فوق امنیتی قبوستان کار کرد. در ۸ ژانویه ۱۹۹۲ یک شورش در زندان امنیتی رخ داد که وی در آن زمان فرمانده واحد گارد بود. سربازان به‌دست گروهی از زندانیان به گروگان گرفته شدند. روشن با شنیدن خبر این واقعه بلافاصله به زندان رفت. او با زندانیان به توافق رسید که سربازان را آزاد کنند و روشن خود به‌عنوان گروگان باقی ماند. روشن رضایف هنگام انجام وظایف خود توسط زندانیان کشته شد.

## زندگی شخصی
روشن رضایف متاهل و دارای دو فرزند بود.

## افتخارات
روشن رضایف پس از مرگ با فرمان ریاست جمهوری شماره ۷۳ به‌تاریخ ۱۲ ژانویه ۱۹۹۹، عنوان قهرمان ملی جمهوری آذربایجان را دریافت کرد. وی در شهرک ساحل باکو به خاک سپرده شد. یک پارک ساحلی نیز در این ناحیه به نام او نامگذاری شد.